# Arellano, Campeche
Arellano är en ort i Mexiko.   Den ligger i kommunen Champotón och delstaten Campeche, i den östra delen av landet, 900 km öster om huvudstaden Mexico City. Arellano ligger 20 meter över havet och antalet invånare är 436.
Terrängen runt Arellano är platt. Runt Arellano är det glesbefolkat, med 11 invånare per kvadratkilometer. Närmaste större samhälle är Santo Domingo Kesté, 14,5 km norr om Arellano. I omgivningarna runt Arellano växer i huvudsak lövfällande lövskog.